# ゼニマックス・オンライン・スタジオ
- マイクロソフト > ゼニマックス・メディア > ゼニマックス・オンライン・スタジオ
- Xbox > Xbox Game Studios > ZeniMax Online Studios

ゼニマックス・オンライン・スタジオ（英: ZeniMax Online Studios）とはMMOGの開発を専門に扱うゼニマックス・メディアの子会社。 この企業はThe Elder Scrolls Onlineを開発している。 ゼニマックス・オンライン・スタジオには約250人の従業員がいる。

## リリース予定のゲーム
- The Elder Scrolls Online[3]

## 開発史
ゼニマックス・オンライン・スタジオは2007年に、MMOG のデザイナーでかつMythic Entertainmentで11年間働いていたベテランMatt Firorによって結成された。
企業はMMOGの製作に特化して発足した。 2007年、ゼニマックス・オンライン・スタジオはHeroEngineの使用に関してSimutronicsとのパートナーシップを公表した。
2008年6月、ゼニマックス・オンライン・スタジオはメリーランド州ハントバレーにある現在のオフィスに移転した。
2010年3月15日、ゼニマックス・オンライン・スタジオは未発表のリリース予定がある多人数参加型ゲームの粒子の効果を作るために Fork Particle SDK を使うとアナウンスした。
2011年3月15日、ゼニマックス・オンライン・スタジオはアイルランドのゴールウェイにカスタマーサポートセンターをオープンする計画があるとアナウンスした。企業の新しい設備は今後のMMOGプレイヤーへのサポートを行なう。この設備はその後数年に渡って何百もの仕事を生み出すと期待されている。
2011年8月8日、ゼニマックス・オンライン・スタジオはビジネス・インテリジェンスのプラットフォームにすべくSplunkを選定した。
2012年3月6日、ゼニマックス・オンライン・スタジオは、Elastic Path Software とライセンスの契約を結んだ。
2012年5月3日、Gameinformer Magazine Online はゼニマックス・スタジオのまだ明かされていない開発中の MMO は The Elder Scrolls V: Skyrim の出来事の前のmillenium前後の時代の The Elder Scrolls の世界で起きるとアナウンスした。